# Trichaulax nortoni
Trichaulax nortoni är en skalbaggsart som beskrevs av Butler 1865. Trichaulax nortoni ingår i släktet Trichaulax och familjen Cetoniidae. Inga underarter finns listade i Catalogue of Life.